# Goudstaartspecht
De goudstaartspecht (Campethera abingoni) is een vogel uit het geslacht Campethera van de familie spechten (Picidae). De specht komt voor in Sub-Saharisch Afrika.

## Kenmerken
De goudstaartspecht is 22 cm lang, een middelgrote specht. De vogel lijkt sterk op de stippelspecht maar oogt wat meer gedrongen. Verder is de goudstaartspecht van boven donkerder (met gele streepjes) en van onder niet gestippeld, maar met duidelijke donkere verticale streepjes op de nek, keel, borst en buik. Net als bij de stippelspecht zijn de staart en de stuit gebandeerd met afwisselend goudkleurg gele strepen. Dit kenmerk is in het veld echter niet zo prominent zichtbaar als de naam suggereert.

## Verspreiding en leefgebied
Er zijn zes ondersoorten:
- C. a. chrysura (Senegal en Gambia tot Zuid-Soedan en West-Oeganda)
- C. a. kavirondensis (Zuidwest-Kenia, Oost-Rwanda tot Midden-Tanzania)
- C. a. suahelica (Noord-Tanzania tot Ost-Zimbabwe, Mozambique en Swaziland)
- C. a. abingoni (West-Congo-Kinshasa tot West-Tanzania en verder tot Zuid-Namibië, Noordwest-Zambia en het noordoosten van Zuid-Afrika)
- C. a. anderssoni (Zuidwest-Angola, Namibië, Zuidwest-Botswana en het noorden van Zuid-Afrika)
- C. a. constricta (Zuid-Mozambique, Swaziland en het oosten van Zuid-Afrika)

Het leefgebied lijkt op dat van de stippelspecht met mogelijk een sterkere voorkeur voor de nabijheid van water en landschappen met termietenheuvels.

## Status
De stippelspecht heeft een groot verspreidingsgebied en daardoor is de kans op de status kwetsbaar (voor uitsterven) uiterst gering. De grootte van de populatie is niet gekwantificeerd. Het is een plaatselijk algemeen voorkomende specht, maar op andere plekken schaarser. Mogelijk wordt hij vaak verward met de stippelspecht. Deze specht staat als niet bedreigd op de Rode Lijst van de IUCN.